# Малка птица лира
Малката птица лира (Menura alberti) е вид птица от семейство Menuridae. Видът е почти застрашен от изчезване.

## Разпространение
Видът е разпространен в Австралия.